# Marttila
Marttila (en sueco S:t Mårtens) es un municipio de Finlandia situado en la región de Finlandia Propia. En 2018 su población era de 1.993 habitantes. La superficie del término municipal es de 195,99 km², de los cuales 0,69 km² son de agua. El municipio tiene una  densidad de población de 10,20 hab./km².
Limita con los municipios de Koski Tl, Lieto, Loimaa, Paimio, Pöytyä y Salo.
El ayuntamiento es unilingüe en finés.